# Lasha Macharashvili
Lasha Macharashvili (Georgia, 13 de noviembre de 1998) es un jugador profesional georgiano de rugby que se desempeña en la posición de pilar izquierdo en Montpellier Hérault Rugby, equipo perteneciente a la liga Top 14.

## Carrera
Macharashvili es un jugador de formación francesa (JIFF). Comenzó su carrera deportiva con el equipo Stade Montois, en el cual jugó seis temporadas (2017-2023), después pasó a Montpellier Hérault Rugby, donde lleva jugando una temporada.